# Dobostorte

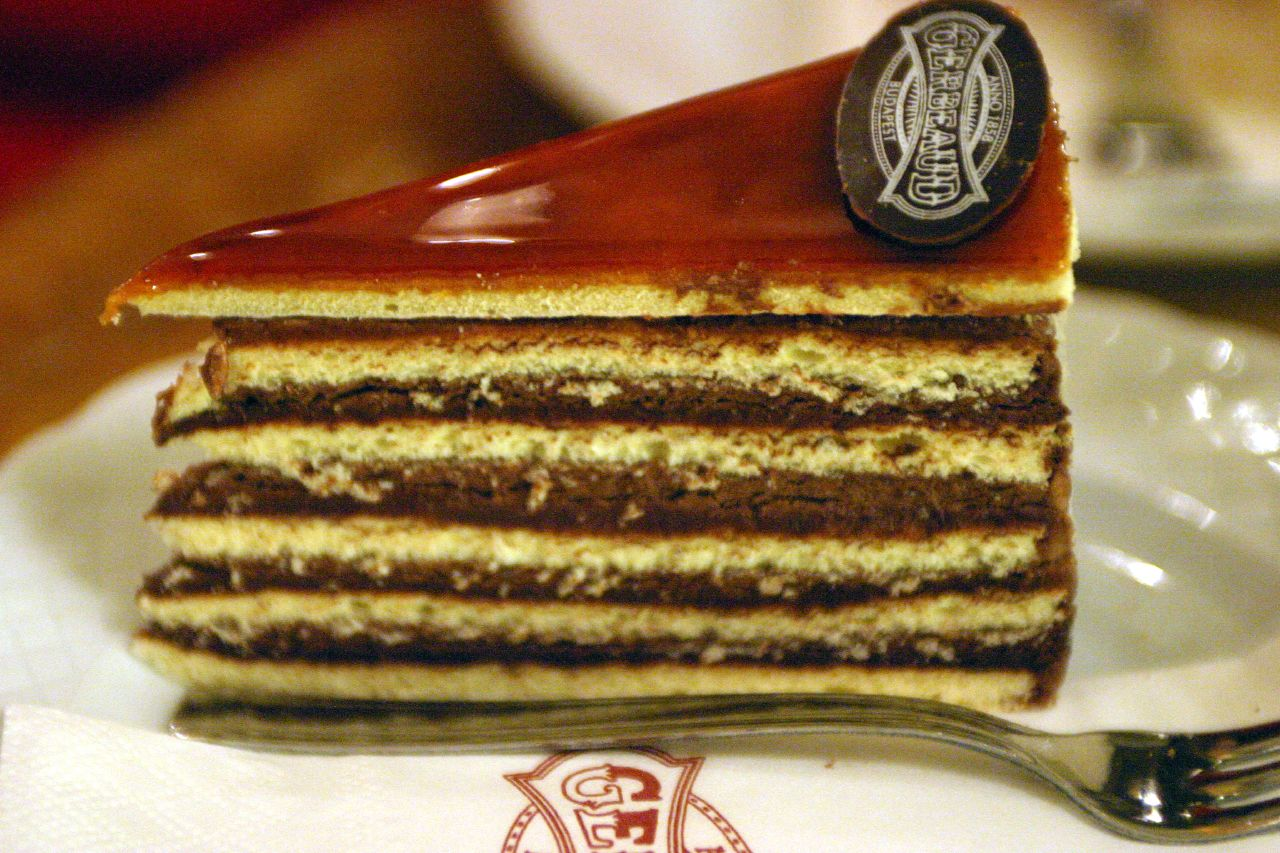
Ein Stück Dobostorte

Die Dobostorte ([ˈdoboʃ], ungarisch dobostorta) ist die bekannteste ungarische Torte. Sie besteht aus sechs Schichten Biskuit, fünf Schichten Schokoladen-Buttercreme sowie einer Karamell-Glasur.
Erfinder der Dobostorte ist der ungarische Konditormeister József Dobos (1847–1924). Im Jahr 1885 entwickelte er das Rezept mit der Absicht, eine Torte zu schaffen, die bei der damaligen Kühltechnik mindestens zehn Tage ihre Form bewahren und genießbar sein sollte. Die abwechselnde Schichtung von Biskuitteig und dünnen Cremestreifen sorgt dafür, dass die Torte nicht in sich zusammenfällt, und die harte Karamell-Decke schützt das Gebäck vor dem Austrocknen. Die Dobostorte war von Anfang an beliebt. Bis zum Jahr 1906 hielt Dobos sein Rezept geheim, entschied sich dann jedoch für die Veröffentlichung. Nach diesem Originalrezept wird die Torte noch heute in Ungarn hergestellt und in den meisten Cafés angeboten.
Dem Schaffen József Dobos’ widmet sich das Konditoreimuseum Dobos in Szentendre.
Der US-amerikanische Künstler Andy Warhol zeichnete für sein Kochbuch Wild raspberries (1959) eine „Torte a la Dobosch“ nach einem Rezept von Suzie Frankfurt.